# لويس جونز (عالمة)
لويس إم. جونز (بالإنجليزية: Lois Jones) (1935 – 13 آذار/ مارس 2000)، كانت عالمة جيوكيمياء أميركية، وأول امرأة تقود فريق علمي نسائي بالكامل إلى القارة القطبية الجنوبية عام 1969. جونز مشهورة لأسباب أخرى؛ إذ يذكر لها مساهمتها في البحث الجغرافي في وديان ماكموردو الجافة، وهي واحدة من المناطق القليلة الخالية من الجليد في القارة القطبية الجنوبية (أنتاركتيكا). نشرت جونز بالإضافة لذلك الكثير من الأوراق البحثية والملخصات.

## بداية حياتها وتعليمها
حصلت جونز على شهادة البكالوريوس في العلوم والماستر في مجال الكيمياء، كما حصلت على شهادة الدكتوراه في الجيولوجيا عام 1969 من جامعة ولاية أوهايو. استخدمت عينات جيولوجية من الوديان الجافة في القارة القطبية الجنوبية في رسالة الدكتوراه الخاصة بها بعنوان:«استخدام نظائر السترونتيوم كأدلة طبيعية: أصل الأملاح في البحيرات والتربة في أراضي فيكتوريا الجنوبية، القارة القطبية الجنوبية». بحثت جونز كذلك في استجابة المجتمعات الحية في قاع بحر المحيط الجنوبي للتغيرات المناخية والحماية من عوامل الطقس.
جُمِعَت العينات المستخدمة في رسالتها من قبل زملائها الذكور الذين جمعوها من القارة القطبية الجنوبية من أجل معهد الأبحاث القطبية (المعروف الآن باسم مركز بيرد لدراسات القطب والمناخ)، أرادت جونز أن تقوم بعملها الميداني الخاص في القارة القطبية الجنوبية وجمع المزيد من عينات قاع المحيط والعينات الصخرية بنفسها من أجل تقييم المحتوى الملحي لأحد الأنهار الذي يصب في بحيرة فاندا، وهي إحدى بحيرات الوادي الجاف.

## التأثير والحياة المهنية
قادت جونز أول فريق نسائي بالكامل إلى القارة القطبية الجنوبية مع برنامج البحث العلمي القطبي الأميركي في 1969 – 1970.
في هذا الوقت سلمت جونز اقتراحًا بحثيًا عن القطب الجنوبي إلى الجمعية العلمية الوطنية الأميركية؛ كانت النساء آنذاك ممنوعات من الذهاب إلى القارة بحسب قوانين البحرية في الولايات المتحدة. حاول كولن بول -رئيس معهد الدراسات القطبية في ذلك الوقت- طوال سنوات عدة أن يقنع البحرية الأميركية بالسماح للعالمات الإناث بالذهاب إلى القارة القطبية الجنوبية، وعلى هذا الأساس دعم اقتراح جونز.
وافقت بحرية الولايات المتحدة في النهاية على الموضوع وأيدت فكرة إرسال أول رحلة بحثية مكونة بشكل كامل من النساء. تم قبول اقتراح جونز البحثي بشرط أن يكون فريقها البحثي مكونًا بشكل كامل من النساء، وبشرط عدم إقامتهن معظم الوقت في محطة ماكموردو، وإنما بالعمل البحثي الميداني في وادي رايت.
ضم فريق جامعة ولاية أوهايو المرؤوس من قبل جونز عالمة الجيولوجيا إيلين ماكسافيني، عالمة البيولوجيا كاي ليندزي، وتيري لي تيكهيل طالبة الماجستير في علم الكيمياء، أمضت العالمات 4 أشهر في القارة القطبية الجنوبية في منطقة وديان ماكموردو الجافة وهن يجمعن البيانات وعينات الصخور، كما زار الفريق نقطة القطب الجنوبي لفترة قصيرة.
وصلت أولى النساء في التاريخ إلى القطب الجنوبي بسبب طلب قدمته جونز عندما كانت في محطة ماكموردو، وهي المحطة البحثية التابعة للولايات المتحدة الأميركية في القارة القطبية الجنوبية، أرادت جونز أن تحصل على رؤية جوية لجيولوجيا الموقع الذي يعمل فيه فريقها، وطلبت المشاركة في رحلة جوية إلى القطب.
قامت البحرية الأميركية بعد ذلك بدعوة النساء الـ 7 الموجودات في القارة القطبية جميعهن ليكنّ أولى النساء في نقطة القطب الجنوبي. كانت النساء الموجودات على القارة القطبية في ذلك الوقت هن جونز وفريقها، عالمة البيولوجيا بام يونغ من نيوزيلاند، جين بيرسون الصحفية التابعة لـ The Detroit Free Press، والباحثة الأميركية كريستين مولر شفارتزه، ما عدا مولر شفارتزه التي كانت مشغولة ولم ترغب بمقاطعة عملها في كيب كروزيير حيث كانت تدرس البطاريق، كانت جميع النساء سابقات الذكر هن أولى من وصلن إلى القطب الجنوبي في الثاني عشر من تشرين الثاني نوفمبر عام 1969.
عادت جونز وفريقها بعد موسم ناجح إلى معهد الدراسات القطبية حيث أجرين تحاليل على عينات الصخور التي جمعنها، وأصدرن عددًا من المنشورات البحثية عن النتائج اللاتي وجدنها. حصلت جونز فيما بعد على منصب أستاذ مساعد في الجيولوجيا في جامعة ولاية كنساس، كما أمضت 16 سنة في شركة كونوكو للنفط. تطوعت جونز بعد تقاعدها في برنامج ’الإنكليزية كلغة ثانية’ في مدينة كولومبوس التابعة لولاية أوهايو الأميركية.
تم التبرع بجميع الأوراق البحثية العائدة إلى لويس إم جونز إلى برنامج الأرشيف في مركز بيرد للأبحاث المناخية والقطبية التباع لجامعة ولاية أوهايو، تتضمن هذه المجموعة 18275 شريحة 35 ميلي متر توثق أبحاث جونز العلمية مع معهد الدراسات القطبية بالإضافة إلى الرحلة النسائية التي قادتها في عام 1969.

## الإرث
تبنت جونز تمويل كل من منحة لويس إم. جونز للزمالة في العلوم البيولوجية بالإضافة إلى منحة لويس إم. جونز للزمالة في أبحاث السرطان في جامعة ولاية أوهايو، كما تم إطلاق اسمها على مصطبة جونز الموجودة في سلسلة جبال أوليمبس في القارة القطبية الجنوبية.